# Emilio D'Alessandro
Emilio D'Alessandro (Cassino, 28 ottobre 1941) è uno scrittore italiano.
Dal 1971 al 1999 è stato l'autista e l'assistente personale di Stanley Kubrick. Nel 2012 ha scritto con Filippo Ulivieri un libro di memorie, Stanley Kubrick e me, pubblicato da Il Saggiatore, in cui racconta la sua vita quotidiana col regista. Nel 2015 è stato il protagonista del documentario S Is for Stanley - Trent'anni dietro al volante per Stanley Kubrick, diretto da Alex Infascelli.

## Biografia
Emilio D'Alessandro nasce a Cassino. Nel 1944, durante la battaglia di Montecassino, la casa di famiglia viene distrutta e i D'Alessandro sono costretti a sfollare in Puglia. Ritornano a Cassino alla fine della seconda guerra mondiale. Dopo aver completato la scuola di avviamento, lavora come meccanico in un'officina di Sant'Angelo in Theodice. Nel 1960, al momento della leva obbligatoria, decise di emigrare in cerca di fortuna.
Giunto a Londra, inizia a lavorare come tuttofare al Cumberlands Hospice, nel sobborgo di Stanmore. Lavora quindi come inserviente al Royal Orthopaedic Hospital e contemporaneamente come giardiniere della zona. Nel 1963 trova lavoro in una fabbrica come addetto alla manutenzione dei macchinari; per qualche mese lavora anche come meccanico in un'officina. Il 10 marzo 1962 si sposa con Janette. Il 18 marzo 1965 nacque il suo primo figlio, Richard Freeman. Il 18 dicembre 1965 nasce la prima figlia Marisa, e il 1º marzo 1968 il secondogenito Jon-Pierre. 

### La carriera da pilota
Assecondando la sua passione per le corse automobilistiche, nel 1967 si iscrive alla scuola di guida sportiva presso il circuito di Brands Hatch, seguendo il consiglio di Colin Chapman, fondatore della Lotus Cars. Completato il corso, nel 1968 inizia a gareggiare in Formula Ford contro piloti quali James Hunt ed Emerson Fittipaldi.
A causa degli scioperi causati dalle forti tensioni sociali nella Gran Bretagna della fine degli anni sessanta, Emilio D'Alessandro perde il suo lavoro in fabbrica. Per mantenere la sua famiglia e i costi della carriera da pilota, lavora in una fabbrica di occhiali e come venditore di gelati, senza grandi risultati. Nel 1970 si reinventa come autista per una compagnia di taxi privati di Borehamwood, accompagnando principalmente attori e registi nei vicini studi della Associated British Pictures.

### L'incontro con Stanley Kubrick
Nel dicembre del 1970 gli viene chiesto di trasportare un grosso fallo di porcellana dagli studi di Borehamwood a un appartamento a Thamesmead: si tratta dell'iconica scultura Rocking Machine di Herman Makkink, scelta da Stanley Kubrick per il suo film Arancia meccanica, di cui sono in corso le riprese. All'inizio del 1971 viene convocato nella villa di Abbots Mead, alla periferia di Londra, residenza di Stanley Kubrick: dopo un breve colloquio, il regista lo assume come suo autista personale.
Nel corso degli anni, i compiti a lui assegnati aumentano, dalla cura dei cani e gatti del regista alla riparazione degli elettrodomestici, dall'assistenza per gli attori alla logistica delle produzioni cinematografiche. D'Alessandro raccoglie pensieri, timori e gioie di tutti i collaboratori di Kubrick: l'intraprendenza di Ryan O'Neal, la spavalderia di Jack Nicholson, le crisi di Shelley Duvall messa a dura prova dagli infiniti ciak di Shining, la dedizione di Tom Cruise e Nicole Kidman al progetto Eyes Wide Shut. D'Alessandro viene impiegato anche per l'organizzazione di Childwickbury, l'enorme maniero nella campagna inglese dove Kubrick si trasferisce nel 1979. D'Alessandro è l'unico responsabile della gestione degli uffici privati e si guadagna la fiducia di Kubrick, diventandone via via segretario, tuttofare e confidente.
Dopo la morte del regista, Emilio D'Alessandro torna in Italia, dove vive tuttora.

## Un libro e un film
Nel 2005 Emilio D'Alessandro decide di raccontare la sua vita in un libro di memorie. Contatta così Filippo Ulivieri, creatore del sito internet ArchivioKubrick, che lo intervista per circa due anni. Il libro Stanley Kubrick e me viene pubblicato da Il Saggiatore il 30 agosto 2012. A maggio 2016 il libro esce in edizione inglese presso la Arcade Publishing, casa editrice di New York.
Nel 2015 Alex Infascelli trae da Stanley Kubrick e me il film documentario S Is for Stanley - Trent'anni dietro al volante per Stanley Kubrick.